# NGC 3037
NGC 3037 est une petite galaxie spirale barrée de type magellanique située dans la constellation de l'Hydre. NGC 3037 a été découverte par l'astronome britannique John Herschel en 1835.

## Caractéristiques
Sa vitesse par rapport au fond diffus cosmologique est de 1 216 ± 24 km/s, ce qui correspond à une distance de Hubble de 17,9 ± 1,3 Mpc (∼58,4 millions d'al).
La classe de luminosité de NGC 3037 est V-VI et elle présente une large raie HI. Elle renferme également des régions d'hydrogène ionisé.